# Kostel svatého Jana Křtitele (Tehov)
Kostel svatého Jana Křtitele je nejstarší dochovaná památka v Tehově. Je chráněn jako kulturní památka České republiky.

## Historie
Kostel byl založen v polovině 14. století. V baroku proběhla rozsáhlá přestavba, roku 1779 byla kostelu přistavěna věž. Kostel je jednolodní, má obdélníkový presbytář a hranolovou věž, v níž se nacházejí tři zvony. Věž je na západní straně kostela a je ukončena jehlancovou helmou a malou cibulí. Oltář pochází z roku 1795, ostatní vybavení kostela však pochází z období baroka a rokoka. Kostel je obklopen hřbitovem. Bohoslužba zde probíhá každou třetí neděli v měsíci.